# London and Blackwall Railway
| \| \| \| Fenchurch Street \| \| \| \| \| Minories (1841–1853) \| \| \| \| \| Minories (1840–1841) \| \| \| \| \| Güterbahnhof Aldgate \| \| \| \| \| Güterbahnhof East Smithfield \| \| \| \| \| Leman Street (1877–1941) \| \| \| \| \| Güterbahnhof Commercial Road \| \| \| \| \| Cannon Street Road (1842–1848) \| \| \| \| \| East London Railway \| \| \| \| \| Shadwell (1840–1941) \| \| \| \| \| Stepney (heute Limehouse) \| \| \| \| \| Stepney Junction \| \| \| \| \| Regent’s Canal \| \| \| \| \| Burdett Road (1871–1941) \| \| \| \| \| \| \| \| \| \| London, Tilbury and Southend Railway \| \| \| \| \| Metropolitan District Railway \| \| \| \| \| North London Railway \| \| \| \| \| Bow Road (1892–1949) \| \| \| \| \| Eastern Counties Railway/nach Shoeburyness \| \| \| \| \| Limehouse (1840–1926) \| \| \| \| \| West India Docks (1840–1926) \| \| \| \| \| North London Railway \| \| \| \| \| Millwall Junction (1870–1926) \| \| \| \| \| \| \| \| \| \| \| \| \| \| \| Poplar (1840–1926) \| \| \| \| \| Blackwall (1840–1926) \| \| \| \| \| South Dock (1871–1926) \| \| \| \| \| Millwall Docks (1871–1926) \| \| \| \| \| North Greenwich (1872–1926) \| \| |  |                                            |                                            |
| Kopfbahnhof Streckenanfang |  | Fenchurch Street                           | Fenchurch Street                           |
| Betriebs-/Güterbahnhof Streckenanfang (Strecke außer Betrieb) · ehemaliger Haltepunkt / Haltestelle |  | Minories (1841–1853)                       | Minories (1841–1853)                       |
| Strecke (außer Betrieb) · ehemaliger Haltepunkt / Haltestelle |  | Minories (1840–1841)                       | Minories (1840–1841)                       |
| Strecke nach links (außer Betrieb) · Abzweig geradeaus, ehemals von links und ehemals von rechts · Betriebs-/Güterbahnhof Streckenende und quer (Strecke außer Betrieb) |  | Güterbahnhof Aldgate                       | Güterbahnhof Aldgate                       |
| Betriebs-/Güterbahnhof Streckenanfang und quer (Strecke außer Betrieb) · Abzweig geradeaus und ehemals von rechts |  | Güterbahnhof East Smithfield               | Güterbahnhof East Smithfield               |
| ehemaliger Haltepunkt / Haltestelle |  | Leman Street (1877–1941)                   | Leman Street (1877–1941)                   |
| Abzweig geradeaus und ehemals von links · Betriebs-/Güterbahnhof Streckenende und quer (Strecke außer Betrieb) |  | Güterbahnhof Commercial Road               | Güterbahnhof Commercial Road               |
| ehemaliger Haltepunkt / Haltestelle |  | Cannon Street Road (1842–1848)             | Cannon Street Road (1842–1848)             |
| Kreuzung mit U-Bahn geradeaus oben |  | East London Railway                        | East London Railway                        |
| ehemaliger Haltepunkt / Haltestelle |  | Shadwell (1840–1941)                       | Shadwell (1840–1941)                       |
| Bahnhof |  | Stepney (heute Limehouse)                  | Stepney (heute Limehouse)                  |
| Strecke von links (außer Betrieb) · Strecke quer (außer Betrieb) · Abzweig ehemals quer, nach links und ehemals nach rechts · Strecke von rechts |  | Stepney Junction                           | Stepney Junction                           |
| Brücke über Wasserlauf (Strecke außer Betrieb) · Brücke über Wasserlauf |  | Regent’s Canal                             | Regent’s Canal                             |
| Strecke (außer Betrieb) · ehemaliger Haltepunkt / Haltestelle |  | Burdett Road (1871–1941)                   | Burdett Road (1871–1941)                   |
| Strecke (außer Betrieb) · Strecke von links (außer Betrieb) · Abzweig geradeaus und ehemals nach rechts |  |                                            |                                            |
| Strecke (außer Betrieb) · Kreuzung geradeaus unten (Strecke geradeaus außer Betrieb) · Abzweig geradeaus und nach rechts |  | London, Tilbury and Southend Railway       | London, Tilbury and Southend Railway       |
| Strecke (außer Betrieb) · Kreuzung mit U-Bahn geradeaus unten (Strecke geradeaus außer Betrieb) · Kreuzung mit U-Bahn geradeaus oben |  | Metropolitan District Railway              | Metropolitan District Railway              |
| Strecke (außer Betrieb) · Abzweig nach links und von links (Strecke außer Betrieb) · Kreuzung geradeaus oben (Querstrecke außer Betrieb) |  | North London Railway                       | North London Railway                       |
| Strecke (außer Betrieb) · ehemaliger Haltepunkt / Haltestelle |  | Bow Road (1892–1949)                       | Bow Road (1892–1949)                       |
| Strecke (außer Betrieb) |  | Eastern Counties Railway/nach Shoeburyness | Eastern Counties Railway/nach Shoeburyness |
| Haltepunkt / Haltestelle (Strecke außer Betrieb) |  | Limehouse (1840–1926)                      | Limehouse (1840–1926)                      |
| Haltepunkt / Haltestelle (Strecke außer Betrieb) |  | West India Docks (1840–1926)               | West India Docks (1840–1926)               |
| Strecke (außer Betrieb) |  | North London Railway                       | North London Railway                       |
| Haltepunkt / Haltestelle (Strecke außer Betrieb) · Abzweig geradeaus und nach links (Strecke außer Betrieb) · Abzweig nach rechts und von rechts (Strecke außer Betrieb) |  | Millwall Junction (1870–1926)              | Millwall Junction (1870–1926)              |
| Abzweig geradeaus und nach links (Strecke außer Betrieb) · Abzweig geradeaus und von rechts (Strecke außer Betrieb) · Strecke (außer Betrieb) |  |                                            |                                            |
| Abzweig geradeaus und von links (Strecke außer Betrieb) · Kreuzung geradeaus unten (Strecken außer Betrieb) · Strecke nach rechts (außer Betrieb) |  |                                            |                                            |
| Strecke (außer Betrieb) · Haltepunkt / Haltestelle (Strecke außer Betrieb) |  | Poplar (1840–1926)                         | Poplar (1840–1926)                         |
| Strecke (außer Betrieb) · Kopfbahnhof Streckenende (Strecke außer Betrieb) |  | Blackwall (1840–1926)                      | Blackwall (1840–1926)                      |
| Haltepunkt / Haltestelle (Strecke außer Betrieb) |  | South Dock (1871–1926)                     | South Dock (1871–1926)                     |
| Haltepunkt / Haltestelle (Strecke außer Betrieb) |  | Millwall Docks (1871–1926)                 | Millwall Docks (1871–1926)                 |
| Kopfbahnhof Streckenende (Strecke außer Betrieb) |  | North Greenwich (1872–1926)                | North Greenwich (1872–1926)                |

Die London and Blackwall Railway (L&BR) war eine Eisenbahnstrecke in der britischen Hauptstadt London. Sie führte in West-Ost-Richtung vom Rande der City of London nach Blackwall und erschloss dabei den westlichen Teil der Docklands. Die Strecke war von 1841 bis 1926 in Betrieb, eine Zweigstrecke bis 1949. Bis 1848 wurden die Züge mit Hilfe von Seilen gezogen. Ein großer Teil der Trasse gehört seit 1987 zum Streckennetz der Stadtbahn Docklands Light Railway.

## Geschichte
Die Baugenehmigung für die zunächst als Commercial Railway bezeichnete Strecke wurde am 28. Juli 1836 durch Parlamentsbeschluss erteilt. Ausführender Ingenieur hätte John Rennie sein sollen, doch die Geldgeber aus der City of London zogen Robert Stephenson hervor. Sie hofften, dadurch vom Wissen seines Vaters George Stephenson profitieren zu können. Aufgrund des Parlamentsbeschluss musste sich Robert Stephenson exakt an die von Rennie festgelegte Streckenführung halten und auch die ungewöhnliche Spurweite von 5 Fuß und einem halben Zoll (1537 mm) übernehmen, die Wahl des Antriebs blieb jedoch ihm überlassen. Aufgrund seiner Erfahrungen beim Streckenbau an der London and Birmingham Railway entschied er sich für eine Kabelbahn mit stationären Dampfmaschinen.
Die Bauarbeiten begannen 1838, eröffnet wurde die Strecke am 6. Juli 1840. Im darauf folgenden Jahr wurde die Strecke auf die andere Seite der Straße Minories verlängert. Die Gesellschaft nannte sich von nun an London and Blackwall Railway. 1849 entstand in Zusammenarbeit mit der Eastern Counties Railway die Abzweigstrecke London and Blackwall Extension Railway von Stepney (heute Bahnhof Limehouse) nach Bow. Im selben Jahr wurde die Spurweite auf die Standardbreite von 1435 mm umgestellt.

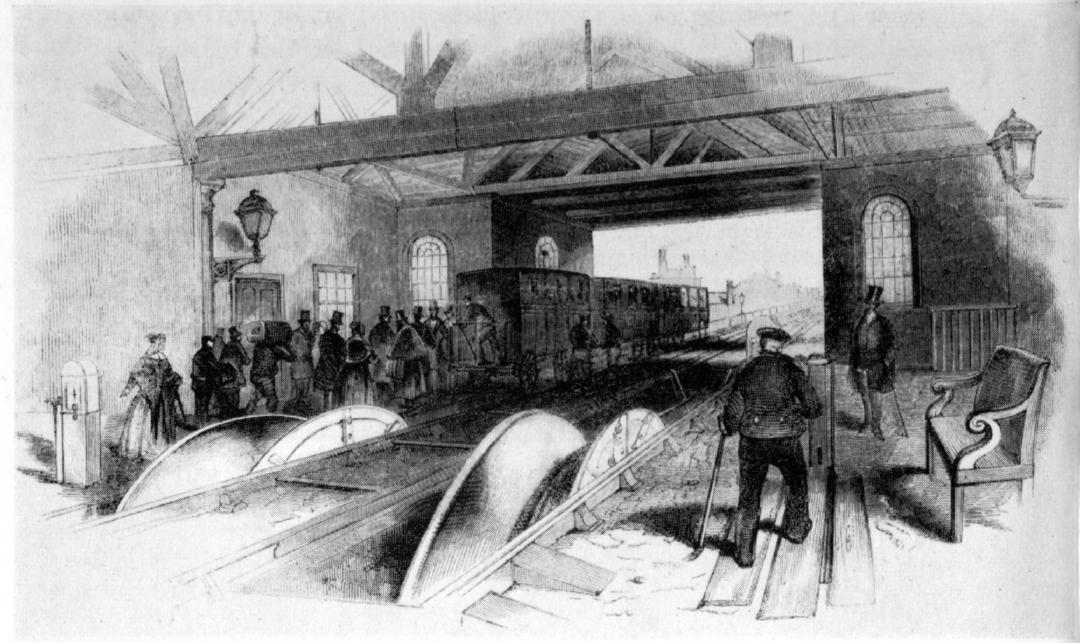
Bahnhof Minories der L&BR, ca. 1840. Zu sehen sind die Umlaufräder des Kabelantriebs.

Die 5,6 km lange Ursprungsstrecke von Minories nach Blackwall war doppelspurig. Die beiden Gleise wurden in beiden Richtungen betrieblich unabhängig voneinander befahren. Bei der Eröffnung war erst ein Gleis fertiggestellt, das zweite folgte einen Monat später. Jedes Gleis war mit einem Hanffaserseil doppelter Länge ausgestattet, das an beiden Streckenenden über ein Umlaufrad lief. Die Zugkraft lieferten acht Dampfmaschinen von Maudsley, Sons and Fields. Die vier Maschinen am westlichen Ende waren 110 PS stark, jene am östlichen Ende nur 75 PS, da es in West-Ost-Richtung ein leichtes Gefälle gab. Die Strecke wurde 1848 auf herkömmlichen Betrieb mit Dampflokomotiven umgestellt, da die Beanspruchung der Seile auf Dauer zu stark war.
1850 eröffnete die North London Railway (NLR) eine weitere Anschlussstrecke, die von Stratford aus nach Millwall Junction führte. Der ursprüngliche Endbahnhof Minories wich 1853 der Erweiterung des benachbarten Bahnhofs Fenchurch Street. 1871 wurde eine weitere Abzweigstrecke in Betrieb genommen, die Millwall Extension Railway (1871 von Poplar bis Millwall Dock, 1872 bis North Greenwich).
Der Personenverkehr von Stepney nach North Greenwich und Blackwall wurde am 3. Mai 1926 eingestellt, die Bahnhöfe Leman Street und Shadwell 1941 geschlossen. Mit der Schließung der Docks in den 1970er Jahren endete auch der Güterverkehr, nur der Abschnitt Fenchurch Street–Limehouse blieb in Betrieb. Die im August 1987 eröffnete Docklands Light Railway nutzt zu einem großen Teil die ehemalige Viaduktstrecke der L&BR zwischen den Stationen Tower Gateway und Westferry. Darüber hinaus nutzte sie zu Beginn zwischen den Stationen Mudchute und Island Gardens auch einen Teil der Trasse der Millwall Extension Railway; dieser Abschnitt wurde jedoch beim Bau der 1999 eröffneten, teilweise unterirdisch verlaufenden DLR-Verlängerung nach Lewisham abgebrochen.

## Bahnhöfe

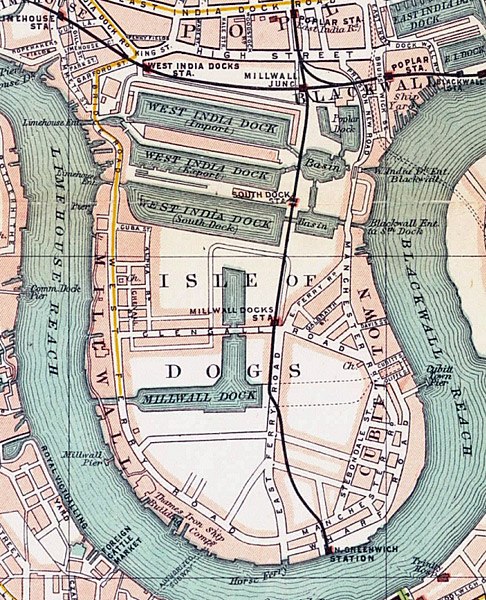
Karte der Isle of Dogs (1899) mit Verlauf der London and Blackwall Railway (oben) und der Millwall Extension Railway (Nord-Süd)

| Bahnhof                                | In Betrieb | Anmerkungen |
| -------------------------------------- | ---------- | --- |
| Fenchurch Street                       | seit 1854  | heute Ausgangspunkt der LT&SR, Betrieb durch c2c                                                                          |
| Minories                               | 1840–1853  | 1841 auf die andere Seite der gleichnamigen Straße verlegt                                                                |
| Leman Street                           | 1877–1941  | ab 1926 nur noch Züge auf der LT&SR                                                                                       |
| Cannon Street Road                     | 1842–1848  | rund 200 Meter westlich des heutigen Bahnhofs Shadwell                                                                    |
| Shadwell                               | 1840–1941  | rund 50 Meter östlich des heutigen Shadwell, ab 1926 nur noch Züge auf der LT&SR                                          |
| Stepney                                | seit 1840  | ab 1926 nur noch Züge auf der LT&SR, 1923 in Stepney East umbenannt, 1987 in Limehouse umbenannt, Betrieb heute durch c2c |
| Limehouse                              | 1840–1926  | nicht mit dem heutigen Bahnhof zu verwechseln, etwa 180 Meter der heutigen DLR-Station Westferry                          |
| West India Docks                       | 1840–1926  | zwischen den heutigen DLR-Stationen Westferry und West India Quay                                                         |
| Millwall Junction                      | 1871–1926  | unmittelbar östlich der heutigen DLR-Station Poplar                                                                       |
| Poplar                                 | 1840–1926  | am Standort der heutigen DLR-Station Blackwall                                                                            |
| Blackwall                              | 1840–1926  | unmittelbar bei der heutigen DLR-Station East India                                                                       |
| London and Blackwall Extension Railway |            | |
| Burdett Road                           | 1871–1941  | nach dem Zweiten Weltkrieg abgerissen, im heutigen Mile End Park                                                          |
| Bow Road                               | 1892–1949  | nach dem Zweiten Weltkrieg abgerissen, zwischen der U-Bahn-Station Bow Road und der DLR-Station Bow Church                |
| Millwall Extension Railway             |            | |
| South Dock                             | 1871–1926  | am östlichen Ende des West India Docks                                                                                    |
| Millwall Docks                         | 1871–1926  | unmittelbar nördlich der heutigen DLR-Station Crossharbour                                                                |
| North Greenwich                        | 1871–1926  | am Standort der heutigen DLR-Station Island Gardens                                                                       |